# Sardhar

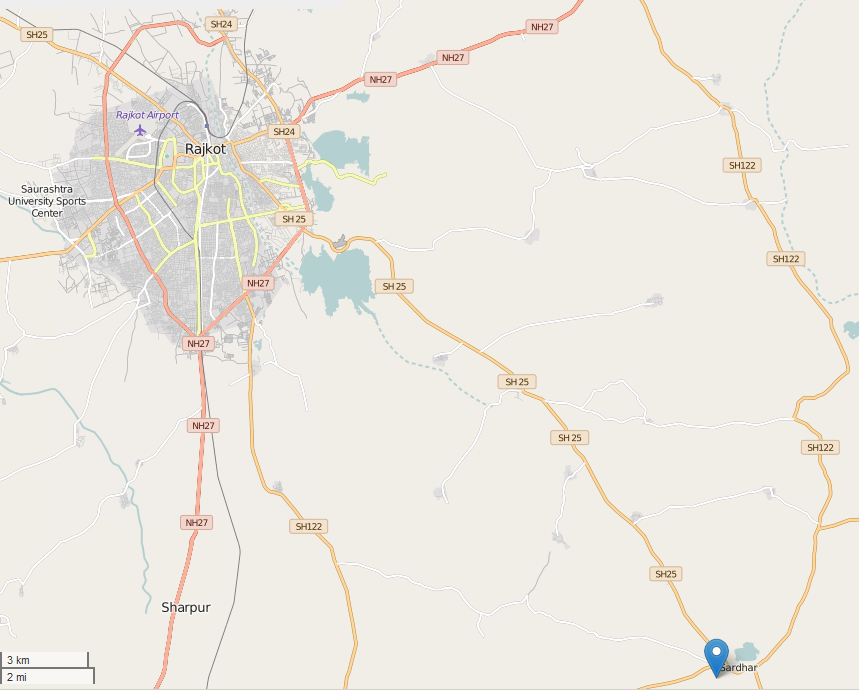
Lage von Sardhar 30 km südöstlich von Rajkot

Sardhar ist eine Siedlung 30 km südöstlich von Rajkot an der Hauptstraße von Rajkot nach Bhavnagar in Gujarat, Indien.

## Name
Der Name Sardhar soll von Sardbnri Dhar abgeleitet sein, einer barriereartigen, etwa 50 km langen und 12–30 m hohen Basalt-Hügelkette, die eine der Haupt-Wasserscheiden von Kathiawar bildet. Da die Siedlung am Anfang der Hügelkette lag, wurde sie Sardhar (Kopf der Barriere) genannt.

## Infrastruktur
Sardhar ist über die Hauptstraßen 25 und 122 gut vernetzt, die sich in Sardhar kreuzen. In der Siedlung gibt es alle wesentlichen Einrichtungen wie eine Bank, ein Postamt, eine Tankstelle, einen Polizeiposten und einen lokalen Markt.
Die wichtigsten Gebäude sind die Tempel Swaminarayan Mandir Sardhar und Kashipara Parivar Math. Das Timbadiya Farm House und die Shree Ram Farm sind wichtige landwirtschaftliche Betriebe.
Der Kühlschrankhersteller Janki Refrigeration ist eins der größten Unternehmen der Siedlung. Shree Ranaji No Mahel 1975 ist eine Unterkunft.

## Natur
Der Fluss Aji entspringt in dem hügeligen Gelände auf halbem Weg zwischen Sardhar und Rajkot.

## Einwohnerstatistik
Nach dem Zensus von 1872 gab es 2922 Einwohner und nach dem Zensus von 1881 nur noch 2805 Einwohner.
Inzwischen gibt es laut dem Zensus von 2011 etwa 8137 Einwohner in 1607 Familien. Davon sind 3878 weiblich und 4259 männlich.
3.567 Einwohner gingen einer Beschäftigung nach, davon waren mindestens 1044 als Besitzer oder Mitbesitzer von landwirtschaftlich genutzten Flächen tätig und 616 landwirtschaftliche Arbeiter. 91,5 % der Beschäftigten beschrieben ihre Arbeit als Hauptbeschäftigung (bereits mehr als 6 Monate beschäftigt), während 8,5 % für jeweils weniger als 6 Monate Gelegenheitsarbeiten durchführten.

## Geschichte
Sardhar war mit Sicherheit von den Vaghela-Dynastie beherrscht und war in der Zeit von Akbar I. in deren Besitz. Es wurde allerdings nach wiederholten Überfällen von den Muhanimadans erobert.
In den 1880er Jahren war Sardhar für Ölfässer aus Blech bekannt, die in den dortigen Metallverarbeitungsbetrieben hergestellt wurden.

## Bekannte Bewohner
- Amrut Ghayal, ein Dichter der Gujarati-Sprache, wurde am 30. September 1915 in Sardhar geboren

## Codes
- Der PIN Code ist 360025
- Der Telephone Code ist 0281